# 제리코 로살레스
제리코 로살레스(Jericho Rosales, 1979년 9월 22일 ~ )은 필리핀의 배우이다.

## 출연 작품
- 더 걸 인 더 오렌지 드레스 (2018)
- 더 우먼 인 더 셉틱 탱크 2: #포에버이즈낫이너프 (2016)
- # 왈랑 포레버 (2015)
- 컨페션 오브 더 하트 (2012)
- 브레이크어웨이 (2012)
- 서브직트: 아이 러브 유 (2011)
- 막달레나 (2004)
- 새로 뜬 달 (2001)